# Puchar Polski kobiet w piłce nożnej 2005/06, grupa lubelska (południe)
Puchar Polski kobiet w piłce nożnej w sezonie 2005/06, grupa: lubelska (południe)
I runda - 17 - 25 września 2005
Klub Sokół Kolbuszowa Dolna miał wolny los.
Bizon Medyka - Grodziszczanka Grodzisko Dolne 2:5
Hetman Zamość - Kinga Krasnystaw 4:3
Dystans Chełm - Motor Lublin 0:7
Półfinały - 5 października 2005
Motor Lublin - Hetman Zamość 3:0
Grodziszczanka Grodzisko Dolne - Sokół Kolbuszowa Dolna 0:5
Finał - 13 października 2005 Janów Lubelski 
Motor Lublin - Sokół Kolbuszowa Dolna 2:4